# Damián Cáceres
Damián Cáceres Rodríguez (* 31. Mai 2003 in Fuenlabrada) ist ein spanischer Fußballspieler, der aktuell beim CF Fuenlabrada spielt.

## Karriere
Cáceres begann seine fußballerische Karriere in seiner Geburtsstadt, beim CF Fuenlabrada. Sein Debüt in der zweiten Liga Spaniens (Segunda División) gab er am 19. Dezember 2020 (19. Spieltag), als er im Spiel gegen den RCD Mallorca in der 58. Minute ins Spiel kam und den 3:2-Siegtreffer erzielte. Nach diesem wichtigen Tor wurde er in vier weiteren Spielen der Saison eingewechselt.